# Валь-д'Егуаль
Валь-д'Егуаль (фр. Val-d'Aigoual) — муніципалітет у Франції, у регіоні Окситанія, департамент Гар. Валь-д'Егуаль утворено 1 січня 2019 року шляхом злиття муніципалітетів Нотр-Дам-де-ла-Рув'єр i Валлерог. Адміністративним центром муніципалітету є Валлерог. Населення — 1418 осіб (01.01.2021).